# Варшавська битва (1656)
Варшавська битва (28 — 30 липня 1656 року) — битва, в якій армія Речі Посполитої в союзі з Кримським ханством протистояла шведсько-бранденбурзьким військам. За чисельністю військ, що брали участь у битві, вона стала однією з найбільших битв Північної війни 1655—1660 років.

## Напередодні битви
Польські сили під командуванням короля Яна II Казимира мали близько 40 тисяч людей, з них близько 4500 піхоти, 10 тисяч посполитого рушення, все інше кавалерія. Армією Швеції та Бранденбургу командували — король Карл X Густав і курфюрст Фрідріх Вільгельм I.
Після висадки на узбережжі біля Данцига, шведсько-бранденбурзьке військове з'єднання рушило на південь у бік Варшави. До складу з'єднання входили 12 500 кавалеристів і 5 500 піхотинців, всього 18 тисяч. Одночасно, Ян II Казимир з армією переправився через Віслу і зустрів шведів на правому березі за 5 кілометрів від варшавського передмістя Прага.

## Хід битви

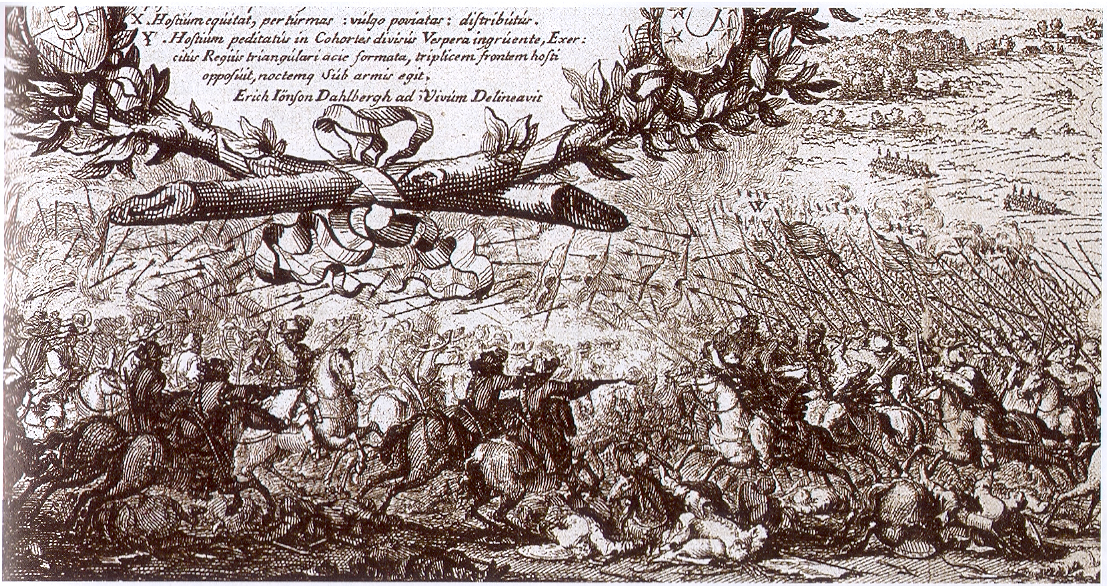
Атака татар

Битва почалася з фронтального нападу шведів і бранденбуржців, яке поляки змогли відбити. Польські солдати розпочали копати шанці перед своїми позиціями, створивши гарне укріплення.
На другий день Фрідріх Вільгельм особисто очолив розвідку і помітив невеличкий пагорб біля лісу. Тому за наказом Фрідріха піхота та драгуни атакували пагорб і зайняли його. Наступні спроби поляків відбити пагорб у бранденбуржців не закінчилися успіхом.
Після цього мобільна шведська кавалерія зробила маневр, непомітно обійшовши Бялоленкський ліс і несподівано з'явившись на правому фланзі поляків. Нова ситуація звела нанівець польські укріплення, а контратака польської кавалерії виявилася невдалою.
На третій день бранденбурзький генерал Отто фон Шпарр протягом кількох годин обстрілював артилерією польські позиції і атакував пікінерами вже дезорганізовані війська. Кавалерійська атака з правого флангу прорвала польські лінії, після чого армія Яна II Казимира почала відступ.

## Наслідки
На вулицях Варшави шведи і бранденбуржці провели переможний парад, проте вже незабаром були змушені залишити місто, не будучи в змозі його утримати.